# Кружок шестнадцати
Кружок шестнадцати (фр. les Seize) — оппозиционная группа аристократической молодёжи, которая в 1838 — 1840 гг. регулярно проводила тайные собрания в Санкт-Петербурге. Название дано в подражание героям романа Оноре де Бальзака «История тринадцати». Поимённо известны следующие участники:
- К. В. Браницкий
- П. А. Валуев
- И. С. Гагарин
- Б. Д. Голицын
- А. Н. Долгоруков
- С. В. Долгоруков
- М. Ю. Лермонтов
- Н. А. Жерве
- Ф. И. Паскевич
- А. А. Столыпин (Монго)
- Д. П. Фредерикс
- А. П. Шувалов
- Г. Г. Гагарин[2]

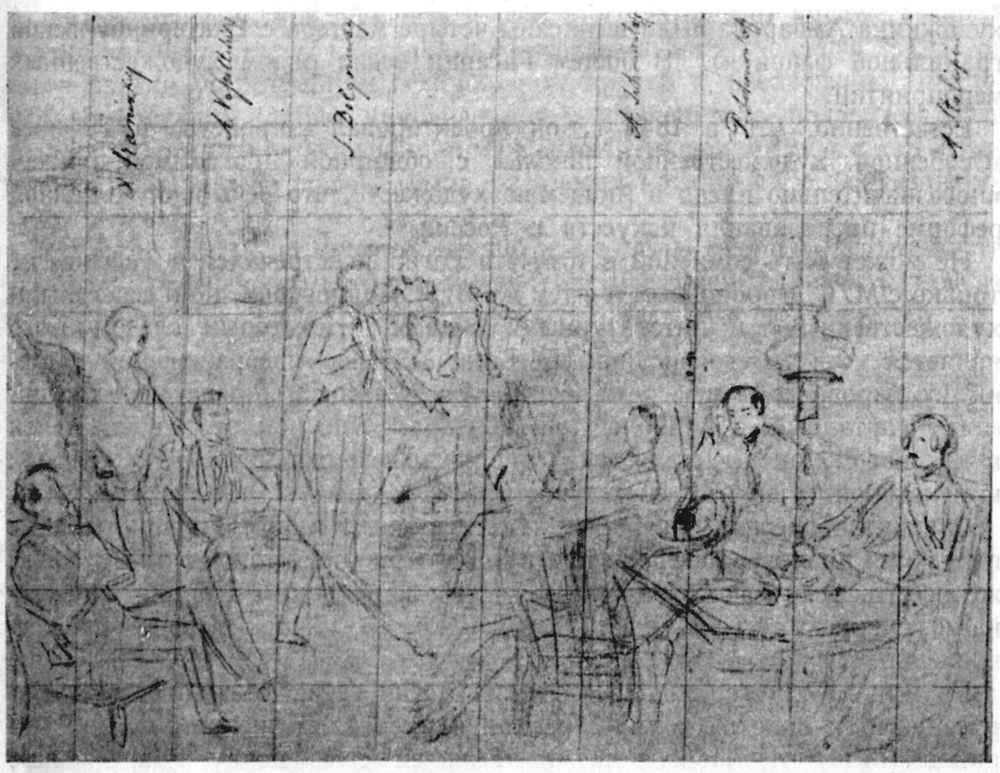
Члены кружка на рисунке Г. Г. Гагарина

Достоверно о существовании кружка известно лишь из четырёх источников:
- В дневнике Валуева есть следующая запись: «В 1838—1839, 1840 — связь с Браницким, Столыпиным, Долгоруковым, Паскевичем, Лермонтовым и пр. (les seize, к которым и я принадлежал)».
- «Вскоре после вашего отъезда я видел, как через Москву проследовала вся часть шестнадцати, направляющаяся на юг», — писал Гагарину в 1840 г. Юрий Самарин.
- В письме от 7 января 1879 г. Браницкий извещает Гагарина о том, что умер князь Голицын — один из шестнадцати.
- Браницкий в книге «Славянские нации» (Париж, 1879) напоминал И. Гагарину о «свободном и весёлом» кружке шестнадцати, в которых входили, среди прочих, Лермонтов и Валуев. Это первое упоминание о кружке в печати.

Члены кружка, по свидетельству Браницкого, «после скромного ужина, куря свои сигары, рассказывали друг другу о событиях дня, болтали обо всём и всё обсуждали с полнейшей непринуждённостью и свободой, как будто бы Третьего отделения вовсе и не существовало». Собрания проходили попеременно в доме того или иного из участников.
Поскольку достоверно о «шестнадцати» мало что известно, этот кружок стал излюбленным предметом спекуляций лермонтоведов советского времени. По гипотезе Б. М. Эйхенбаума (1935), это была конспиративная группа, находившаяся под влиянием идей П. Чаадаева. 
В 1840 году молодые люди вслед за Лермонтовым отбыли из столицы, главным образом на Кавказ, вероятно, по той причине, что о существовании кружка стало известно правительству.
Эйхенбаум также обратил внимание на карандашные наброски князя Г. Г. Гагарина, на которых рядом с членами кружка изображён А. И. Васильчиков — вероятно, также один из шестнадцати.